# Discover world
Discover worldとは、学生NPO法人うのあんいっちによる写真配信サイト・フリーペーパー・開催イベントの総称。

## 活動履歴
- 2009年 3月―写真配信サイトDiscover world開設
- 2009年10月―写真配信フリーペーパーDiscover world創刊号発行
- 2010年 2月―講演会イベントDiscover world開催

## うのあんいっち
詳しくはうのあんいっちを参照。

主な活動は途上国の子供たちに写真を撮ってもらい、それを日本で配信する学生NPO法人。

## 写真配信サイト
- 2009年3月より配信開始。
- 2010年1月現在、毎週コートジボワール・ウガンダから届く写真を、Weekly worldにて公開中。

## フリーペーパー発行
2009年10月に創刊号を発行。現在不定期更新中。